# Raková
Raková är en ort i Tjeckien. Den ligger i regionen Plzeň, i den västra delen av landet, 70 km sydväst om huvudstaden Prag. Raková ligger 490 meter över havet och antalet invånare är 176.
Terrängen runt Raková är platt åt sydväst, men åt nordost är den kuperad. Runt Raková är det ganska glesbefolkat, med 42 invånare per kvadratkilometer. Närmaste större samhälle är Plzeň, 15,6 km väster om Raková. Omgivningarna runt Raková är en mosaik av jordbruksmark och naturlig växtlighet.